# Tschechische Badmintonmeisterschaft 2022
Die Tschechische Badmintonmeisterschaft 2022 fand vom 20. bis zum 22. Mai 2022 in Prag statt.

## Medaillengewinner
| Disziplin    | Gold                             | Silber                          | Bronze                              |
| ------------ | -------------------------------- | ------------------------------- | ----------------------------------- |
| Herreneinzel | Jan Louda                        | Jiří Král                       | Matěj Hubáček                       |
| Herreneinzel | Jan Louda                        | Jiří Král                       | Jan Janoštík                        |
| Dameneinzel  | Tereza Švábíková                 | Kateřina Tomalová               | Kateřina Mikelová                   |
| Dameneinzel  | Tereza Švábíková                 | Kateřina Tomalová               | Sabina Milová                       |
| Herrendoppel | Ondřej Král Adam Mendrek         | Matěj Hubáček Vít Kulíšek       | Dominik Kopřiva David Smutný        |
| Herrendoppel | Ondřej Král Adam Mendrek         | Matěj Hubáček Vít Kulíšek       | Václav Palán Adam Šulc              |
| Damendoppel  | Lucie Krpatová Kateřina Zuzáková | Lucie Krulová Petra Maixnerová  | Soňa Hořínková Kateřina Valentová   |
| Damendoppel  | Lucie Krpatová Kateřina Zuzáková | Lucie Krulová Petra Maixnerová  | Michaela Fuchsová Kateřina Mikelová |
| Mixed        | Vít Kulíšek Denisa Šikalová      | Michal Hubáček Dominika Kurzová | Matěj Hubáček Kristina Kozempelová  |
| Mixed        | Vít Kulíšek Denisa Šikalová      | Michal Hubáček Dominika Kurzová | Adam Šulc Klára Šilhavá             |